# Биологический вид
Вид (лат. species) — основная структурная единица биологической систематики живых организмов (животных, растений и микроорганизмов); таксономическая, систематическая единица, группа особей с общими морфофизиологическими, биохимическими и поведенческими признаками, способная к взаимному скрещиванию, которое даёт в ряду поколений плодовитое потомство, закономерно распространённая в пределах определённого ареала и сходно изменяющаяся под влиянием факторов внешней среды.
По состоянию на 2011 год число описанных видов живых организмов составляло примерно 1,7 млн (см. раздел «Статистика»). Общее число видов, существующих на Земле, оценивается по-разному: называется число 8,7 млн, в том числе цветковые растения — около 400 тысяч видов (на 2011 год описано примерно 300 тысяч); некоторые учёные считают, что одних лишь видов грибов на нашей планете существует более 5 миллионов видов (при том, что сейчас описано всего лишь около 100 тысяч). Число вымерших видов, по некоторым оценкам, составляет около 500 миллионов.

## Становление понятия

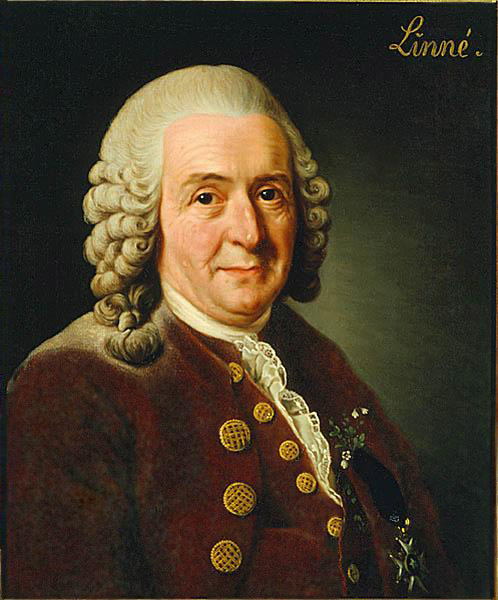
Карл Линней — основоположник современной биологической систематики животных и растений

К концу XVII века произошло накопление сведений о многообразии форм животных и растений. Это привело к представлению о виде как о вполне реальных группах особей, похожих друг на друга примерно так же, как походят друг на друга члены одной семьи, и отличимых от других таких же групп особей. Видом считались, например, волк, лисица, ворона, галка, дуб, берёза, пшеница, овёс. Таким образом, вид представлялся реально существующей единицей живого мира, одной из структурных единиц в общей совокупности организмов.

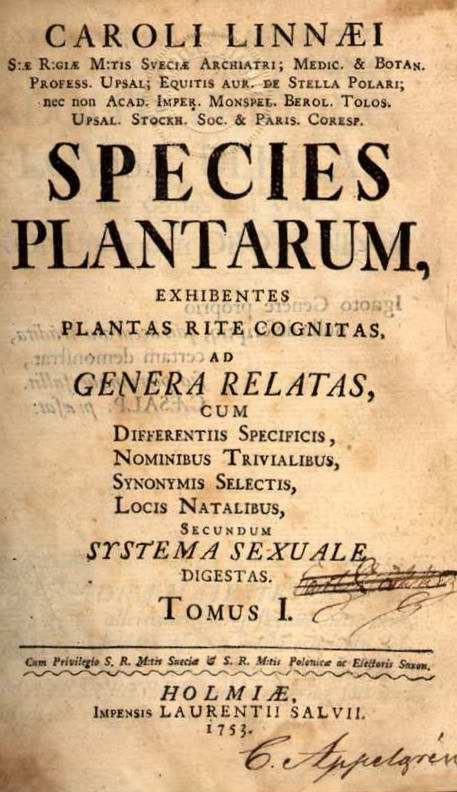
Титульный лист работы Карла Линнея Species plantarum («Виды растений»).
1 мая 1753 года — условная дата опубликования книги — принята за исходный пункт ботанической номенклатуры

Возрастание числа описываемых видов требовало стандартизации их названий и построения иерархической системы и более крупных систематических единиц. Основополагающая работа в этом направлении — «Система природы» (1735) шведского натуралиста Карла Линнея, в которой были заложены основы современной систематики животных и растений. Линней объединил близкие виды в роды, а сходные роды — в отряды и классы, ввёл для обозначения вида двойную латинскую номенклатуру (так называемую бинарную номенклатуру), в которой каждый вид обозначается названием рода и следующим за ним видовым названием. В конце XVIII века система Линнея была принята большинством биологов в мире.
В первой половине XIX века французский учёный Жорж Кювье разработал понятие типов строения, после чего тип как высший таксон, то есть высшая систематическая категория, был введён в линнеевскую систему. В это же время стали складываться представления об изменении вида в процессе развития живой природы. В результате появилась эволюционная теория Чарльза Дарвина (см. Дарвинизм), которая показала необходимость при построении естественной филогенетической системы исходить из преемственной генетической связи между формами живых организмов.
К концу XIX века накопился большой материал по внутривидовой географической изменчивости и было введено понятие подвидов. Накопление числа описанных видов и подвидов животных, растений и микроорганизмов (к середине XX века оно превысило два миллиона) привело, с одной стороны, к «дроблению» вида и описанию любых локальных форм в качестве вида, с другой стороны, — стали «укрупнять» вид, описывая в качестве вида группы или ряды географических рас (подвидов), образующих совокупность явно родственных и обычно связанных друг с другом переходами форм. В результате в систематике появились понятия «мелких» видов — жорданонов (по имени французского ботаника Алексиса Жордана), «больших» видов — линнеонов (по имени Линнея). Среди последних стали различать монотипические и политипические виды (последние состоят из ряда подвидов).
Классический период в развитии систематики завершила работа русского натуралиста А. П. Семёнова-Тян-Шанского, принявшего за основу линнеон и давшего определения различных подвидовых категорий (подвид, морфа, аберрация).
Почти любой вид — это закрытая генетическая система, то есть между генофондами двух видов нет обмена генами. Это утверждение верно для большинства видов, однако из него есть исключения. Так, львы и тигры могут иметь общее потомство (лигры и тайгоны), самки которого плодовиты — могут рожать как от тигров, так и львов. В неволе скрещиваются и многие другие виды, которые в природных условиях не скрещиваются из-за географической или репродуктивной изоляции. Скрещивание (гибридизация) между разными видами может происходить и в природных условиях: например, межняк — гибрид тетерева и глухаря — это даже пример скрещивания не просто на уровне вида, а на уровне рода. Межвидовое скрещивание чаще можно встретить при антропогенных нарушениях среды обитания, нарушающих экологические механизмы изоляции. Особенно часто гибридизуются в природе растения. Заметный процент видов высших растений имеет гибридогенное происхождение — они образовались при гибридизации в результате частичного или полного слияния родительских видов.

## Признаки вида

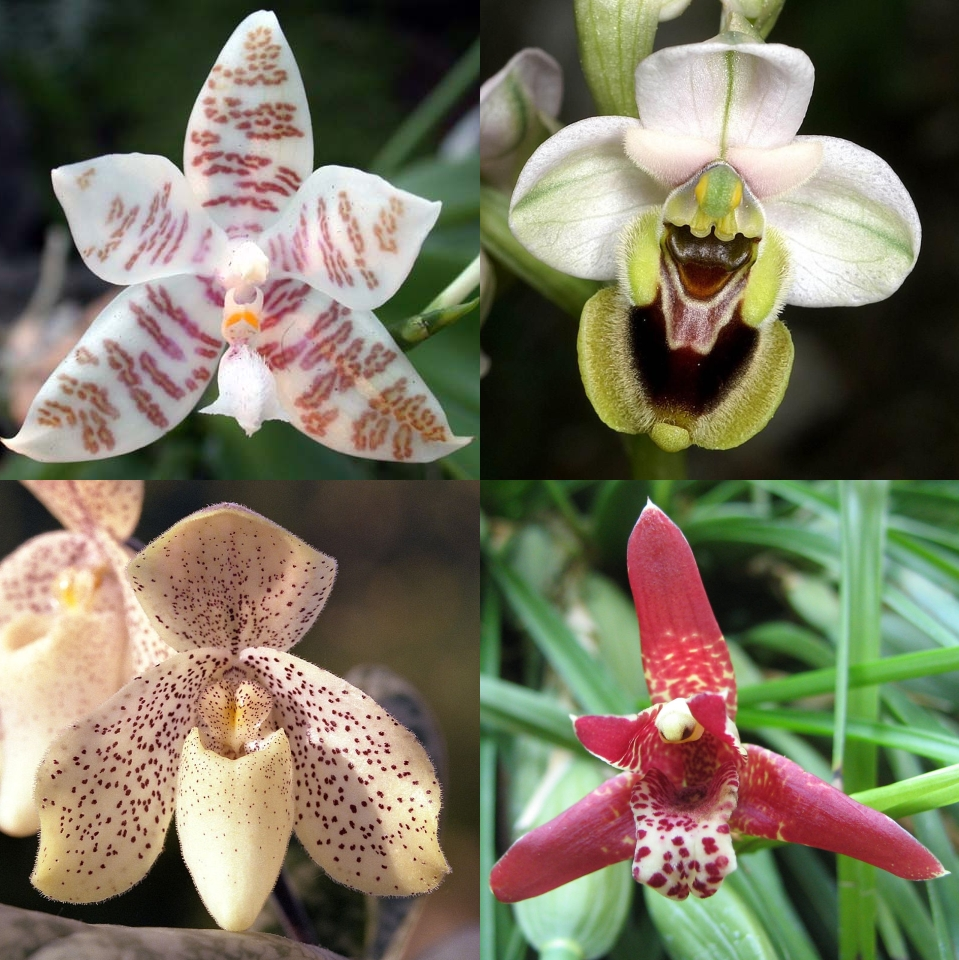
Орхидные

Один вид можно отделить от другого по пяти основным признакам.
- Морфологический критерий позволяет различать разные виды по внешним и внутренним признакам.
- Физиолого-биохимический критерий фиксирует неодинаковость химических свойств и физиологических процессов разных видов.
- Географический критерий свидетельствует, что каждый вид обладает своим ареалом.
- Экологический позволяет различать виды по комплексу абиотических и биологических условий, в которых они сформировались, приспособились к жизни.
- Репродуктивный критерий обусловливает репродуктивную изоляцию вида от других, даже близкородственных.

Нередко выделяют и другие критерии вида: цитологический (хромосомный) и другие.
Каждый вид представляет собой генетически замкнутую систему, репродуктивно изолированную от других видов.
В связи с неодинаковыми условиями среды особи одного вида в пределах ареала распадаются на более мелкие единицы — популяции. Реально вид существует именно в виде популяций.
Виды бывают монотипическими — со слабо дифференцированной внутренней структурой, они характерны для эндемиков. Политипические виды отличаются сложной внутривидовой структурой.
Внутри видов могут быть выделены подвиды — географически или экологически обособленные части вида, особи которых под влиянием факторов среды в процессе эволюции приобрели устойчивые морфофизиологические особенности, отличающие их от других частей этого вида. В природе особи разных подвидов одного вида могут свободно скрещиваться и давать плодовитое потомство.

Вид представляет собой важнейшую таксономическую категорию не только для систематики, но и для всей биологии вообще…
К сожалению, вид, как, впрочем, и все другие таксономические категории, с трудом поддаётся сколько-нибудь точному логическому определению. Очень трудно, в частности, дать такое определение вида, которое одинаково хорошо подходило как к растениям, размножающимся половым путём, так и к растениям, размножающимся бесполым путём. В одном случае вид представляет собой систему популяций, а в другом случае он есть система клонов.— А. Л. Тахтаджян

## Название вида
Научное название вида биномиально, то есть состоит из двух слов: названия рода, к которому принадлежит данный вид, и второго слова, называемого в ботанике видовым эпитетом, а в зоологии — видовым названием. Первое слово — существительное в единственном числе; второе — либо прилагательное в именительном падеже, согласованное в роде (мужском, женском или среднем) с родовым названием, либо существительное в родительном падеже. Первое слово пишется с заглавной буквы, второе — со строчной.
Примеры:
- Petasites fragrans — научное название вида цветковых растений из рода Белокопытник (Petasites) (русское название вида — Белокопытник душистый). В качестве видового эпитета использовано прилагательное fragrans («душистый»).
- Petasites fominii — научное название ещё одного вида из этого же рода (русское название — Белокопытник Фомина). В качестве видового эпитета использована латинизированная фамилия (в родительном падеже) ботаника Александра Васильевича Фомина (1869—1935), исследователя флоры Кавказа.

Иногда используются также записи для обозначения неопределённых таксонов в ранге вида:
- Petasites sp. — запись обозначает, что имеется в виду таксон в ранге вида, относящийся к роду Petasites.
- Petasites spp. — запись обозначает, что имеются в виду все таксоны в ранге вида, входящие в род Petasites (либо все остальные таксоны в ранге вида, входящие в род Petasites, но не включённые в некий данный список таких таксонов).

## Концепции вида
Вид, как таксон, является базовой структурной единицей любой системы органического мира, от определения границ которого зависит структура всей таксономической иерархии. При этом проблема вида, ввиду наличия у этого таксона ряда уникальных свойств, может рассматриваться как самостоятельная область биологической науки.
В современной науке нет единого понимания биологической сущности вида. Наиболее распространены 7 концепций:
- типологическая,
- номиналистическая,
- биологическая,
- хеннигова,
- эволюционная,
- филогенетические концепции Б. Мишлера — Э. Териота и К. Уилера — Н. Платника[8].

### Типологическая концепция вида
В основе концепции лежит эссенциалистский подход к классификации, то есть приписывание «виду» некоторого неизменного набора качеств и свойств. Описание вида, согласно данной концепции, необходимо производить на основании конкретного образца (например гербарного). Описанный образец, таким образом становится эталоном (типом) вида, а особи показывающие сходство с этим эталоном, могут быть отнесены к данному виду.
Типологическое определение вида:
Вид — группа особей, идентичных особи-эталону по диагностическим признакам.
Фатальный недостаток типологической концепции заключается в том, что признаки, по которым описывается эталон, могут сильно варьировать в пределах вида в зависимости от пола, возраста, сезона, генетической изменчивости и др. На практике особи в одной популяции могут различаться между собой сильнее, чем представители двух общепризнанных видов. Другая проблема — виды-двойники, то есть виды практически неразличимые, но при совместном существовании не скрещивающиеся и сохраняющие целостность своего генофонда. Указанные случаи затруднительно описать с точки зрения типологической концепции.

### Номиналистская концепция вида
Эта концепция отражает номиналистский взгляд на таксономию. Она отрицает дискретность вида, так как организмы в ходе эволюции постоянно изменяются. А сам вид рассматривается только как умозрительное понятие.
Номиналистское определение вида:
Вид — признаваемая формальной классификацией группа особей, составляющих определённый этап развития данной эволюционной ветви.

### Биологическая концепция вида
Предложена Эрнстом Майром. Вид признаётся дискретным только в данный момент, с течением же времени вид непрерывно подвергается эволюционным изменениям. В описании вида используются как традиционные признаки, так и эколого-биологические параметры, а именно популяционная структура вида, способность особей скрещиваться и давать плодовитое потомство. Таким образом, особое значение приобретают генетические связи внутри вида, а видовой статус является свойством популяции, а не отдельного индивидуума.
Биологическое определение вида:
Вид — группа особей, сходных по морфолого-анатомическим, физиолого-экологическим, биохимическим и генетическим признакам, занимающих естественный ареал, способных свободно скрещиваться между собой и давать плодовитое потомство.
Или:
Вид — это репродуктивно связанная совокупность популяций.
В то же время, Э. Майр подчёркивал принципиальную важность репродуктивной изоляции, определяя виды как
«группы действительно или потенциально скрещивающихся естественных популяций, репродуктивно изолированных от других таких же групп» (Mayr, 1942; Майр, 1968, с. 31).
Для биологической концепции вида наличие репродуктивной изоляции признаётся сущностным. Понятие изолирующих механизмов ввёл Феодосий Григорьевич Добржанский, называя их «физиологическими механизмами, делающими скрещивание затруднительным или невозможным» (Dobzhansky, 1935, p. 349). Позднее он определил изолирующий механизм как «любой агент, который препятствует скрещиванию групп индивидуумов», что «уменьшает или сводит к нулю частоту обмена генами между группами» (Dobzhansky, 1937, p. 230).

### Хеннигова концепция вида
Предложена Р. Майером (Meier) и Р. Вильманном (Willmann), исходит из взглядов основателя кладистики Вилли Хеннига. Основной критерий вида, с точки зрения данной концепции, — не потенциальная способность скрещиваться и давать плодовитое потомство (что характерно и для таксонов более низкого ранга, например популяций), а наличие репродуктивной изоляции между особями разных видов. Таким образом, именно репродуктивный барьер определяет видовой статус. Процесс же видообразования сводится к формированию репродуктивного разрыва между сестринскими группами. Сторонники хенниговой концепции вида отвергают биологическую концепцию на том основании, что та рассматривает изоляцию вида не только от сестринского вида, а от любых других видов в целом.
Определение вида по Майеру и Вильманну:
Виды — это репродуктивно изолированные естественные популяции или группы популяций. Они возникают в результате распада стволового (предкового) вида в ходе видообразования и прекращают существовать в результате вымирания или нового акта видообразования.
Хеннигова и биологическая концепции вида основаны на выявлении репродуктивных связей и барьеров между организмами. Но на практике исследователю затруднительно выявить аспекты скрещиваемости особей. Другая проблема обеих концепций — наличие групп организмов, не способных к осуществлению полового процесса (вирусы, бактерии, несовершенные грибы). В отношении этих групп критерий скрещиваемости не может быть применён по определению.

### Филогенетическая концепция Мишлера и Териота
С точки зрения концепции Б. Мишлера (Mishler) и Э. Териота (Theriot), организмы группируются в виды на основании происхождения от общего предка (доказательство монофилии). Репродуктивные связи вида отходят на второй план. В качестве «предка» рассматривают не предковый вид (как в хенниговой концепции вида), а таксон с более низким таксономическим статусом: популяцию, дем или отдельную особь.
Принятие решение о видовом статусе исследуемой группы организмов зависит от методов кладистики, а также от биологических критериев. В целом, это решение в определённой степени искусственно, так как исследователь ограничен линнеевской системой рангов.
Филогенетическое определение вида по Мишлеру и Териоту:
Вид — это наименьшая монофилетическая группа, которая заслуживает формального признания.

### Филогенетическая концепция Уилера и Платника
Концепция К. Уилера (Wheeler) и Н. Платника (Platnick), в отличие от предыдущей, отрицает применимость к виду филогенетических критериев. Так как внутри вида отсутствуют репродуктивные барьеры, генеалогические связи между особями являются сетчатыми (токогенетическими), и описание видообразования в качестве монофилетического процесса неадекватно. Описание вида ограничивается наиболее общими параметрами:
Филогенетическое определение вида по Уилеру и Платнику:
Вид — это наименьшая совокупность популяций, где происходит половое размножение, или бесполых линий, которые характеризуются уникальной комбинацией состояний признаков.

### Эволюционная концепция вида
Предложена Э. О. Уайли (Wiley) и Р. Мейденом (Mayden), на основе взглядов систематика Дж. Симпсона. Вид рассматривается как своеобразный индивидуум. Он переживает рождение, существование и гибель. Предковый вид рассматривается как «родитель» и сохраняет свой видовой статус после видообразования.
Индивидуальность вида сохраняется благодаря токогенетическим связям.
Эволюционное определение вида по Уайли и Мейдену:
Вид — это биологический объект, состоящий из организмов, сохраняющий свою индивидуальность во времени и пространстве, и имеющий свою собственную эволюционную судьбу и исторические тенденции.

## Статистика
Число описанных видов живых организмов на Земле составляет по состоянию на 2011 год примерно 1,7 миллиона, в том числе: позвоночные животные — 64 тысячи видов, беспозвоночные животные — 1,3 миллиона видов, растения (включая красные и зелёные водоросли) — 308 тысяч видов, грибы (включая лишайники) — 48 тысяч видов (по другим данным — около 100 тысяч видов):
| Группа организмов           | Число описанных видов (ок. 2011), тыс. |
| --------------------------- | -------------------------------------- |
| Млекопитающие               | 5,5                                    |
| Птицы                       | 10,1                                   |
| Пресмыкающиеся              | 9,4                                    |
| Земноводные                 | 6,8                                    |
| Рыбы                        | 32,1                                   |
| Насекомые                   | более 1000                             |
| Паукообразные               | 102,2                                  |
| Моллюски                    | 85                                     |
| Ракообразные                | 47                                     |
| Коралловые полипы           | 2,2                                    |
| Прочие животные             | 68,8                                   |
| Цветковые растения          | 268                                    |
| Голосеменные                | 1,1                                    |
| Сосудистые споровые         | 12                                     |
| Мохообразные                | 16,2                                   |
| Красные и зелёные водоросли | 10,4                                   |
| Лишайники                   | 17                                     |
| Грибы                       | 31,5                                   |
| Бурые водоросли             | 3,1                                    |

## Вымирающие виды
Вымира́ющие ви́ды (англ. Endangered species, EN) — это биологические виды, которые подвержены угрозе вымирания из-за своей критически малой численности либо воздействия определённых факторов окружающей среды. Во многих странах есть законы, обеспечивающие защиту этим видам: например, запрет на охоту, ограничение освоения земель или создание заповедников. Фактически лишь немногие виды, подверженные угрозе вымирания, получают юридическую защиту. Большинство видов вымирают, либо потенциально вымрут, так и не получив отклика в обществе.